# Rekkared II.
Rekkared II. (španělsky Recaredo II.) (? – 621 Toledo) byl vizigótský král v Hispánii, Septimánii a Galicii. Jeho vláda byla velmi krátká. Na trůn usedl po smrti svého otce Sisebuta v únoru roku 621. Jeho vláda trvala pravděpodobně necelé dva měsíce nebo i méně, snad i pouhých několik dní, protože zemřel v březnu či dubnu téhož roku. Příčina jeho smrti není známá. Jeho matka byla Sisebutova druhá manželka Floresinda.
Po jeho smrti vizigótský trůn obsadil Rekkaredův příbuzný Suintila.